# محطة المخا البخارية
محطة المخا البخارية هي محطة بخارية لتوليد الطاقة الكهربائية، بالقرب من مدينة المخا جنوب غرب محافظة تعز، تم إنشائها في 1986.
ويوجد بالقرب منها مجمع سكني لعمال المحطة.